# Hannibal Valdimarsson
Hannibal Gísli Valdimarsson (født 13 januar 1903 på gården Fremri-Arnardalur i Eyrarhreppur, død 1. september 1991 i Reykjavík), var en islandsk fagforeningsmand og politiker.
Hannibal dimitterede fra realskolen i Akureyri i 1922 og tog derefter en læreruddannelse fra Jonstrup Stateseminarium i Danmark i 1927. Han var medlem af Altinget 1946-59 for Islands Socialdemokratiske Partii og siden Folkealliancen og derefter 1963-74 for Folkealliancen. Han sad også i Altinget for Samtök frjálslyndra og vinstri manna. Han var leder af Alþýðuflokkurinn mellem 1952 og 1954, formand for islandsk LO mellem 1954-71 og formand for valgalliancen Folkealliancen 1956-68. Han var formand for Samtök frjálslyndra og og vinstri manna mellem 1969 og 1974 og social- og sundhedsminister 1956-58, samt trafik- og socialminister 1971-73.
Hannibal var far til politikeren Jón Baldvin Hannibalsson, der blev Islands udenrigsminister, og filosoffen Arnór Hannibalsson.